# Далечина на стрелба
Далечина на стрелба – най-краткото разстояние между точката на излитане и точката на падане (разрив) на снаряда (куршума, мината).
При стрелба по наземни цели се различават следните далечини на стрелбата:
- пълна хоризонтална – разстоянието от точката на излитане до пресичането на траекторията с хоризонта на оръжието[1];
- прицелна – разстоянието от точката на излитане до пресичането на траекторията с линията на прицелване;
- наклонна – разстоянието от точката на излитане до точката на среща (целта);
- хоризонтална – проекция на наклонната далечина върху хоризонта на оръжието,

а също
- геодезична (топографска) – разстоянието от оръдието до целта, определено по карта (прибор) или по аналитичен начин;
- изчислена – геодезичната (топографската) далечина на стрелба с поправките за условия на стрелбата;
- мортирна – табличната далечина при ъгъл на изстрелване над 45°;
- пристреляна – определената в резулта на пристрелка; рикошетна таблична далечина при ъгли на падане на снаряда (куршума) под 20° и др.

В процеса на стрелбата далечината се коригира с изменение на ъгъла на изстрелване. Наклонната и хоризонталната далечина на стрелбата, при която се съхранява висока вероятност за поразяване на целта, при условие, че поразяващите свойства на снаряда (куршума) са достатъчни за ефективното (надеждноъо) поразяване на целта, се нарича действителна или ефективна далечина (далекобойност).